# Omoplat

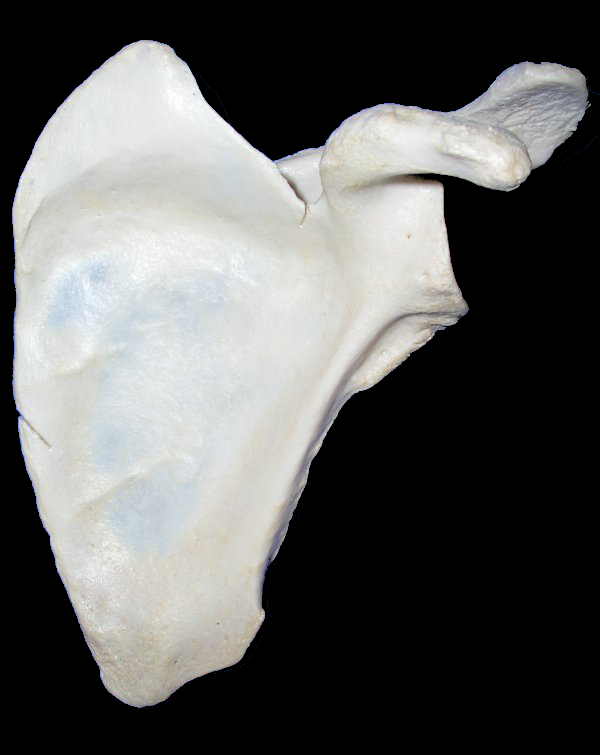
Omoplat, Fața ventrală (de jos)

Omoplatul sau scapula intră în alcătuirea articulației sau centurii scapulare (articulației umărului) de la mamifere. La păsări, omoplatul are formă de sabie sau iatagan, fixând articulația aripilor.
Legătura cu toraxul (cutia toracică) este realizată prin țesut muscular Synsarkose (grec. syn = împreună, sarkos = carne).
Din această articulație mai fac parte și capul humerusului (osul brațului superior) și clavicula (la păsări osul coracoid).
Scapula sau omoplatul este un os lat, în pereche, de formă triunghiulară, fiind situat în regiunea postero-superioară a toracelui. Pe schelet, acest os se întinde între primul spațiu intercostal și coasta a VIII-a. Osul este aplicat pe torace, pe care îl depășește însă lateral, luând astfel parte la formarea umărului și la delimitarea axilei.

## Structură
Omoplatul prezintă două fețe, trei margini și trei unghiuri.
Orientare: se așază posterior fața prevăzută cu o puternică spină, în sus marginea cea mai mică și subțire, lateral și puțin înainte unghiul cel mai voluminos prevăzut cu o cavitate articulară.
» Fața dorsală: privește posterior și lateral; de pe ea se desprinde transversal o lamă puternică, numită spina scapulei. Această spină împarte față dorsală într-o fosă situată deasupra și alta situată dedesubtul ei. 
» Fața costală sau anterioară: prezintă o concavitate, fosă subscapulară, străbătută de creste oblice. Pe fosă, ca și pe crestele oblice, se inserează mușchiul subscapular. Pe porțiunea medială a acestei fețe se mai inserează și mușchiul dințat anterior. 
» Marginea superioară: este subțire și prezintă scobitura sau incizura scapulei. Prin scobitură trece nervul subscapular. Media de scobitură, marginea superioară, dă inserție mușchiului omohidian.
» Marginea medială: poate fi explorată sub piele și este orientată spre coloana vertebrală. Pe ea se inserează numeroși mușchi, dintre care poate fi amintit mușchiul romboid.
» Marginea laterală: este orientată spre axilă; se poate explora parțial.
» Unghiul inferior: este ascuțit și ușor de explorat sub piele.
» Unghiul superior: este ușor rotunjit. Aici se inserează mușchiul ridicător al scapulei. 
» Unghiul lateral: este cel mai voluminos. Prezintă de studiat două elemente:
1. Cavitatea glenoidală - Cavitatea glenodă este cavitatea articulară cu forma eliptică ce se articulează cu un condil.
2. Procesul coracoidian - Procesul coracoidian prezintă o bază și o porțiune liberă (cu o față superioară pentru inserția ligamentelor coracoclaviculare și una inferioară, o margine anteromedială pe care se inseră mușchiul pectoral mic și o margine posterolaterală pe care se fixează ligamentul coracoacromial precum și un vârf pe care se inseră tendoanele capului scurt al mușchiului biceps brahial și tendonul mușchiului coracobrahial.

## Inserția musculaturii
- Fața dorsală (superioară) (Facies dorsalis) a omoplatului este subîmpărțită de Spina scapulae (creasta omoplatului) în două fose (depresiuni): Fossa supraspinata și Fossa infraspinata (care e mai mare), unde se inserează mușchiul Musculus supraspinatus (supraspinos), respectiv în fosa inferioară cu inserția Musculus infraspinatus care ocupă numai 2/3 din Fossa infraspinata, restul suprafeței fiind ocupat de mușchii (rotunzi) Musculus teres major și Musculus teres minor.

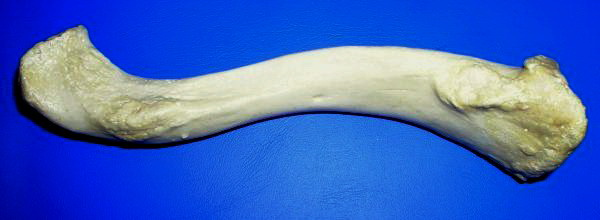
Clavicula la om văzută de jos

- Fața ventrală (inferioară) sau Facies ventralis (costalis) este orientată spre coaste, având o formă concavă Fossa subscapularis.
Zona mediană (mijlocie) este ocupată pe 2/3 de inserția mușchiului Musculus subscapularis, iar restul de mușchiul Musculus serratus anterior.

## Marginile omoplatului
- Marginea superioară Margo superior prezintă o incizură Incisura scapulae, peste care pornește Ligamentum transversum scapulae superius, prin incizură (tăietură) trece Nervus suprascapularis. Marginea superioară mai servește și la inserția Musculus omohyoideus.
- Marginea laterală sau Margo lateralis (axillaris) este cea mai masivă dintre cele trei margini, începând din partea inferioară cu Cavitas glenoidalis (cavitatea glenoidală) și Tuberculum infraglenoidale pe care se inserează partea Caput longum a mușchiului Musculus triceps brachii.
- Marginea interioară Margo medialis (vertebralis) este marginea cea mai lungă, aici inserându-se mușchii Musculus rhomboideus major, Musculus rhomboideus minor și Musculus levator scapulae.
- Scapula are trei colțuri (unghiuri):

1. Angulus superior (Angulus medialis) – aici fiind unele inserții ale Musculus levator scapula;
2. Angulus inferior – cu un loc de inserție a mușchilor Musculus teres major și Musculus latissimus dorsi;
3. Angulus lateralis – numit și capul umărului.

## Prelungirile omoplatului
Acromionul
Procesul coracoid